# Thelymitra pauciflora
Thelymitra pauciflora es una especie de orquídea perteneciente a la familia Orchidaceae que es endémica en Australia.

## Descripción
Es una orquídea de  mediano tamaño, que prefiere el clima fresco. Tiene hábito terrestre que crece con un tallo que lleva una sola hoja eleongada, apical, lineal estrecha, a lanceolada, canalizada por encima y carnosa que florece en una inflorescencia erecta terminal, de 50 cm de largo, con 1 a 5,  flores de color azul brillante,  rosadas o blancas que abren sucesivamente. Rara vez se producen en la primavera.

## Distribución y hábito
Se encuentra en Queensland, Nueva Gales del Sur, Victoria, Australia del Sur y Tasmania en bosques abiertos y brezales en las elevaciones desde el nivel del mar hasta los 1000 metros.  

## Taxonomía
Thelymitra pauciflora fue descrita por Robert Brown y publicado en Prodromus Florae Novae Hollandiae 314. 1810.
Etimología
Thelymitra: nombre genérico que deriva de las palabras griegas thely = (mujer) y mitra = (sombrero), refiriéndose a la forma de  la estructura del estaminodio o estambre estéril en la parte superior de la columna que es llamado mitra.
pauciflora: epíteto latino que significa "con pocas flores".